# او شاه‌تخته
او شاه‌تخته یک ستاره است که در صورت فلکی شاه‌تخته قرار دارد.